# وامبو کال
وامبو کال (استونیایی: Vambo Kaal؛ زادهٔ ۱۲ مارس ۱۹۴۹) سیاستمدار و نماینده سابق مجلس اهل استونی است.